# Charles Ainslie Barry
Pour les articles homonymes, voir Barry.
Charles Ainslie Barry, né le 10 juin 1830 à Londres et mort dans la même ville le 21 mars 1915, est un organiste et musicographe britannique.

## Biographie
Il étudie avec Thomas Attwood Walmisley puis à la Hochschule für Musik und Tanz Köln. Il étudie aussi à l'École supérieure de musique et de théâtre Felix Mendelssohn Bartholdy de Leipzig avec Ignaz Moscheles, Louis Plaidy et Hans Richter. 
Après son retour en Grande-Bretagne, il écrit pour différentes revues musicales et est notamment rédacteur en chef pour le Monthly Musical Record de 1875 à 1879. Il rédige notamment les notices de programmes des concerts dirigés par Hans Richter en Angleterre.

## Sources
- Nicolas Slonimsky, Alain Paris et Marie-Stella Paris, Dictionnaire biographique des musiciens, R. Laffont, 1995 (ISBN 2-221-06510-7, 978-2-221-06510-5 et 2-221-06787-8, OCLC 33096600).